# 石田哲哉
石田 哲哉（いしだ てつや、1961年10月22日 - ）は、日本の実業家。東京都出身。株式会社ダイヤモンド社代表取締役社長。

## 人物・経歴
東京都で生まれ育ち、上智大学文学部英文学科を卒業。1986年、株式会社ダイヤモンド社に入社。
ダイヤモンド・ハーバード・ビジネス編集部編集長に就任。その後、週刊ダイヤモンド編集部副編集長、書籍編集局第二編集部編集長、総合企画室室長、取締役雑誌局長などを経て、2016年4月、同社代表取締役社長に就任。